# Port lotniczy Jaime Gonzalez
Port lotniczy Jaime Gonzalez – międzynarodowe lotnisko na Kubie, zlokalizowane w mieście Cienfuegos.

## Linie lotnicze i połączenia
- Allegiant Air (Miami) [czartery]
- American Airlines (Miami) [czartery]
  - American Eagle (Miami) [czartery]
- CanJet (Toronto-Pearson)
- Cubana de Aviación (Havana, Montréal-Trudeau, Toronto-Pearson, Santiago de Cuba)
- Skyservice (Toronto-Pearson)
- Sunwing Airlines (Montréal-Trudeau, Toronto-Pearson)